# Emanuele Pecorino
Emanuele Pecorino (Catania, Italia, 15 de julio de 2001) es un futbolista italiano que juega de delantero en el FC Südtirol de la Serie B, a préstamo desde la Juventus Next Gen.

## Trayectoria
Comenzó su carrera juvenil en la academia local Trinacria con 6-7 años, antes de trasladarse a Catania en 2010. En la temporada 2018-19, marcó 18 goles con el equipo sub-19. Debutó con el primer equipo el 7 de abril de 2019, entrando en el minuto 55 en la victoria por 2-1 contra el A. S. Bisceglie Calcio; su cabezazo en el minuto 91 fue salvado en la línea de gol, y Andrea Esposito marcó de rebote.
En el verano de 2019 se trasladó a la cantera del A. C. Milan en calidad de cedido; marcó siete goles en 14 partidos en el Campionato Primavera 2 - nueve en 18 en todas las competiciones, ayudando a su equipo a conseguir el ascenso al Campionato Primavera 1. A su regreso a Catania, se integró en el primer equipo. Su primer partido en la temporada 2020-21 fue en el derbi contra el Palermo F. C., jugando desde el primer minuto y marcando el gol del empate para que su equipo empatara 1-1. Jugó los siguientes siete partidos como titular, marcando cuatro goles más. Terminó la primera mitad de la temporada con cinco goles en 14 apariciones (762 minutos).
El 2 de febrero de 2021 se incorporó a la Juventus Next Gen -el equipo de reserva de la Juventus de Turín- con un contrato de cuatro años y medio. Debutó dos días después, siendo suplente en la derrota por 3-0 en casa contra el Como 1907. Su primer gol con la Juventus de Turín "B" llegó el 7 de febrero, como suplente en la victoria por 6-0 en casa contra el A. S. Livorno Calcio. Ese mismo día, empezó a sufrir una osteítis pubis.
Regresó de su lesión el 22 de agosto, entrando como suplente en la victoria por 3-2 de la Copa Italia Serie C contra el SSD Pro Sesto en el minuto 88. Su primer gol en la temporada 2021-22 llegó el 20 de octubre, en un empate a domicilio 2-2 contra el U. C. AlbinoLeffe. El 14 de diciembre, fue operado de nuevo de una ostetis pubis. Regresó de su lesión el 13 de febrero de 2022, en un partido ganado por 3-0 contra el Mantova 1911; entró como suplente en el minuto 76. El 13 de marzo, durante una derrota por 1-0 contra el FC Südtirol, se rompió el radio del antebrazo derecho.

## Estilo de juego
Es un delantero zurdo conocido por su fuerza y su juego de contención. Aprovecha su altura de 1.91 en el juego aéreo y tiene una buena técnica.

## Estadísticas

### Clubes
Actualizado al último partido disputado el 16 de septiembre de 2023.
| Club                       | Div.          | Temporada     | Liga  | Liga  | Copas nacionales | Copas nacionales | Copas internacionales | Copas internacionales | Total | Total |
| Club                       | Div.          | Temporada     | Part. | Goles | Part.            | Goles            | Part.                 | Goles                 | Part. | Goles |
| -------------------------- | ------------- | ------------- | ----- | ----- | ---------------- | ---------------- | --------------------- | --------------------- | ----- | ----- |
| Calcio Catania · Italia    | 3.ª           | 2018-19       | 1     | 0     | 0                | 0                | —                     | —                     | 1     | 0     |
| Calcio Catania · Italia    | 3.ª           | 2020-21       | 14    | 5     | 1                | 0                | —                     | —                     | 15    | 5     |
| Calcio Catania · Italia    | Total club    | Total club    | 15    | 5     | 1                | 0                | 0                     | 0                     | 16    | 5     |
| Juventus Next Gen · Italia | 3.ª           | 2020-21       | 2     | 1     | 0                | 0                | —                     | —                     | 2     | 1     |
| Juventus Next Gen · Italia | 3.ª           | 2021-22       | 23    | 2     | 2                | 0                | —                     | —                     | 25    | 2     |
| Juventus Next Gen · Italia | 3.ª           | 2022-23       | 26    | 6     | 6                | 0                | —                     | —                     | 32    | 6     |
| Juventus Next Gen · Italia | Total club    | Total club    | 51    | 9     | 8                | 0                | 0                     | 0                     | 59    | 9     |
| FC Südtirol · Italia       | 2.ª           | 2023-24       | 4     | 0     | 0                | 0                | —                     | —                     | 4     | 0     |
| FC Südtirol · Italia       | Total club    | Total club    | 4     | 0     | 8                | 0                | 0                     | 0                     | 4     | 0     |
| Total carrera              | Total carrera | Total carrera | 70    | 14    | 9                | 0                | 0                     | 0                     | 79    | 14    |